# Varol Ürkmez
Varol Ürkmez (* 1. Januar 1937 in Adapazarı; † 29. Januar 2021 in Istanbul) war ein türkischer Fußballtorhüter, Schauspieler und Lebemann. Obwohl er auch für den Erzrivalen Galatasaray Istanbul tätig gewesen war, wird er vor allem mit Beşiktaş Istanbul und Altay Izmir assoziiert. Neben seiner Fußballkarriere fiel er vor allem wegen seiner zahlreichen Affären, seines üppigen Nachtlebens und seiner Spielsucht auf und war deswegen eine beliebte Figur der Boulevardpresse. Ihm wurde immer unterstellt, dass er um den Zuschauern und der Presse zu gefallen, oft Torwartparaden mit übertriebenen Flugeinlagen zeigte, weshalb er den ironisch gemeinten Spitznamen Uçan Kaleci (dt. Der Fliegende Torhüter) erhielt. Er selbst führte das auf seine Konzentration innerhalb des Spieles zurück und widersprach den Anschuldigungen. Zu Spielerzeiten wurde er aufgrund überzeugender Leistungen gegen den spanischen Spitzenklub Real Madrid auch als Madrid panteri (dt. Der Panther von Madrid) bezeichnet.

## Familie und Kindheit
Ürkmez kam als Sohn des Zugabfertigers Hüseyin Ürkmez und der Hausfrau Nesibe Ürkmez 1937 in der westtürkischen Stadt Adapazarı auf die Welt. Sein Vater arbeitete am Bahnhof Arifiye der Anatolischen Eisenbahn. Ürkmez verlor seinen Vater mit zehn Jahren, sodass seine Mutter gezwungen war, die Familie alleine zu ernähren. Nach dem Tod seines Vaters zog die Familie zu Ürkmez' Onkel nach Istanbul. Dieser kümmerte sich dann um die Familie.

## Spielerkarriere

### Die ersten Jahre und Beşiktaş Istanbul
Ürkmez begann mit dem Fußball in den Straßen von Istanbul. Schnell wurde er von den älteren Jungs überwiegend im Tor eingesetzt. Er selbst fand sich auch früh damit ab, dass er immer im Tor stehen musste und wurde ein großer Fan des damaligen Nationaltorhüters Turgay Şeren. Während dieser Spiele wurden örtliche Amateurvereine auf Ürkmez aufmerksam. So begann er ab 1950 für Selimiye SK zu spielen und wechselte nach zwei Jahren zu Sultantepe SK. 1953 nahm Ürkmez an einem Auswahlturnier von Beşiktaş Istanbul teil. In dem im legendären Şeref Stadion ausgetragenen Turnier kassierte Ürkmez insgesamt sechs Tore und versprach sich selbst keinerlei Chancen in den Mannschaftskader von Beşiktaş ausgenommen zu werden. Zu seiner Überraschung schickte der Chefscout Sadri Usuoğlu, selbst eine ehemalige Spielerlegende Beşiktaş', alle Turnierteilnehmer nach Hause und wählte ausgerechnet Ürkmez aus. Usuoğlu setzt allerdings voraus, dass Ürkmez seine Schullaufbahn unbedingt fortsetzen sollte. Am Abend dieses Turniers sagte Ürkmez zuhause nichts von seiner neuen Tätigkeit. Am nächsten Tag schwänzte er die Schule und ging stattdessen zum Training von Beşiktaş. Nachdem sein Onkel aus der Zeitung erfahren hatte, das Ürkmez statt zur Schule zum Training von Beşiktaş gegangen war, wurde er handgreiflich gegenüber seinem Neffen und verbot ihm das Fußballspielen. Ürkmez ließ sich aber nicht von seinem Willen Fußballspieler zu werden abbringen und schaffte es trotz Überwachung seiner Familie am Training teilzunehmen.
Zur Saison 1954/55 wurde Ürkmez vom Cheftrainer Sandro Puppo in den Kader der ersten Mannschaft aufgenommen. Zum Zeitpunkt seiner Aufnahme in die erste Mannschaft Beşiktaş' existierte in der Türkei keine landesweite Profiliga. Stattdessen existierten in Ballungszentren wie Istanbul, Ankara, Izmir und Eskişehir regionale Ligen, von denen die İstanbul Profesyonel Ligi bzw. auch als İstanbul Profesyonel Küme bekannt (dt.: Istanbuler Profiliga) als die renommierteste galt. Ürkmez wurde als Ersatz für den Stammtorhüter Bülent Gürbüz in den Kader aufgenommen und konkurrierte mit Ergun Aker um den Ersatzkeeperposten. Sein Debüt für Beşiktaş gab Ürkmez während der Partie in der Istanbuler Profiliga vom 6. November 1954 gegen Kasımpaşa Istanbul. In dieser Partie spielte er über die volle Spiellänge. Im weiteren Saisonverlauf wurde er in vier weiteren Partien eingesetzt. Sein Team lieferte sich in dieser Saison über den gesamten Saisonverlauf mit dem Erzrivalen Galatasaray Istanbul ein Kopf-an-Kopf-Rennen um die Meisterschaft. Am Saisonende beendete Ürkmez' Mannschaft die Liga punktgleich und mit gleichem Torverhältnis wie Galatasaray und wurde aufgrund des direkten Vergleiches nur Vizemeister. In der nächsten Saison konkurrierte die Mannschaft erneut mit Galatasaray um die Istanbuler Meisterschaft und vergab sie dieses Mal deutlich mit einem drei Punkte Rückstand. Ürkmez steigerte seine Ligaeinsätze auf sieben Spiele. In der Saison 1956/57 verdrängte Ürkmez Gürbüz endgültig als Stammtorhüter und absolvierte nahezu alle Pflichtspiele seiner Mannschaft. In der Liga blieb der Verein weit abgeschlagenen von der Tabellenspitze ohne Titelambitionen. Nach dem Saisonende nahm Beşiktaş am Federasyon Kupası (dt. Verbandspokal) teil, wobei Ürkmez im Laufe dieses Turniers bei allen zwölf Begegnungen zum Einsatz kam. Sein Team wurde Turniersieger, wodurch Ürkmez seinen ersten Titel auf Vereinsebene gewinnen konnte. In der nächsten Saison verlief es ähnlich. Wieder wurde die Meisterschaft früh verspielt und wieder wurde der Verbandspokal gewonnen. Ürkmez absolvierte erneut nahezu alle Spiele seiner Mannschaft.
Durch den Gewinn des Verbandspokals der Saison 1957/58 qualifizierte sich Beşiktaş für die den Europapokal der Landesmeister der Saison 1958/59. In der 1. Runde dieses Turniers traf Beşiktaş auf den damals sehr starken spanischen Spitzenklub Real Madrid. Gegen die mit solchen Stars wie Alfredo Di Stéfano, Ferenc Puskás, Francisco Gento und Raymond Kopa besetzen Madrilenen wurde Beşiktaş als krasser Außenseiter angesehen und den Istanbulern bei beiden Spielen klare Niederlagen prophezeit. Am Anfang dieser Saison wurde bei Beşiktaş mit Necmi Mutlu einer der verheißungsvollsten Jungtorhüter der Liga verpflichtet. Bei Beşiktaş fühlten sich viele Vereinsfunktionäre von Ürkmez' Privatleben und seinen unseriösen Image gestört und beabsichtigten ihn im Laufe der neuen Saison durch Mutlu zu ersetzen. Ürkmez bemühte sich daraufhin im Training und wurde vom Cheftrainer Leandro Remondini, der Ürkmez auch als Mensch sehr schätzte, als Stammtorhüter bestimmt. Am Tage des ersten Spiels im Europapokal der Landesmeister gegen Real Madrid, welches in Madrid ausgetragen wurde, versuchten acht Vereinsfunktionäre erneut Remondini dazu zu bewegen, statt Ürkmez den gesetzteren Mutlu aufzustellen. Nach einer heftigen Kontroverse zwischen beiden Parteien widersetzte sich dieser den Forderungen, drohte den Funktionären gar mit seinem Rücktritt und setzte seine Entscheidung, Ürkmez gegen Real Madrid aufzustellen, durch. So ging Ürkmez als Teil der Startelf auf das Feld des mit 110.000 Zuschauern ausverkauften Estadio Santiago Bernabéu und fühlte sich nach eigenen Aussagen von der Stadionatmosphäre stark eingeschüchtert. Gleich in der ersten Minuten holte er einen Volleyschuss mit einem Sprung aus der oberen Torecke heraus. Bei diesem Sprung streifte sein Unterschenkel die Torlatte. Bis zur Halbzeit verhinderte Ürkmez 10 bis 15 unhaltbare Torschüsse. In der zweiten Halbzeit zeigte er erneut eine sehr erfolgreiche Leistung, konnte aber die Tore von Juan Santisteban und Kopa nicht verhindern. Nach Spielabpfiff wurde er von den gegnerischen Zuschauern applaudiert und in der Türkei als Held gefeiert. Im Rückspiel überzeugte Ürkmez erneut und hatte an dem prestigeträchtigen 1:1-Unentschieden seiner Mannschaft großen Anteil. Durch seine überzeugende gute Leistung in beiden Spielen wurde er von der Fachpresse als Madrid panteri (dt. Der Panther von Madrid) gefeiert wurde. Dieser Name ist eine Anspielung an den Spitznamen Turgay Şerens, der nach einem 2:1-Sieg der Türkei gegen die deutsche Elf im Berliner Olympiastadion den Spitznamen Berlin panteri (dt.: Der Panther von Berlin) erhalten hatte. Diese Leistungen trugen auch erheblich dazu bei, dass Ürkmez von der Tageszeitung Milliyet zum Sportler des Jahres gewählt wurde. In der Liga Ürkmez setzte sich gegenüber Mutlu klar durch und spielte nahezu alle Spiele seiner Mannschaft als Stammtorhüter, blieb aber mit seiner Mannschaft erneut titellos.
Im Frühjahr 1959 wurde mit der Millî Lig (der heutigen Süper Lig) die erste landesweit ausgelegte Nationalliga der Türkei gegründet. Diese Liga löste die regionalen Ligen in den größeren Ballungszentren, wie z. B. die Istanbuler Profiliga, als höchste und einzige türkische Spielklasse ab. Aus der Istanbuler Profiliga wurden die ersten acht Mannschaften, u. a. Beşiktaş, in diese Liga aufgenommen. So spielte Ürkmez mit Beşiktaş fortan in dieser Liga. Auch in dieser Liga spielte Ürkmez trotz des neuen Trainers Hüseyin Saygun weiterhin als Stammtorwart. Nach seinen Auftritten im Europapokal der Landesmeister bemühte sich Real Madrid um eine Verpflichtung Ürkmez' und einigte sich schnell sowohl mit Beşiktaş als auch mit Ürkmez. Unmittelbar nach dieser mündlichen Einigung erlebte Ürkmez zuhause einen Ehestreit. Während dieser Kontroverse zerbrach er aus Wut mit einem Faustschlag eine Glasscheibe und zog sich als Folge eine schwere Handverletzung zu. Diese Verletzung sorgte sowohl dafür, dass Real Madrid sich gegen eine Verpflichtung entschied als auch dafür, dass Beşiktaş ihn endgültig aus dem Kader strich.
Im Sommer 1959 bat Ürkmez Beşiktaş um seine Ablösesumme. Da der Verein zwar Ürkmez loswerden wollte, jedoch auch gleichzeitig verhindern wollte, dass er zu eines seiner Istanbuler Erzrivalen wechselte, wurde die Ablösesumme für Vereine aus Izmir und Ankara auf 20.000 Türkische Lira festgelegt. Nach dem Verheilen seiner Handverletzung über den viele ihm das Ende seiner Karriere vorausgesagt hatten log er im Sommer 1960 nach Izmir Bevor er das tat, bat er einen befreundeten Sportjournalisten darum um seine Person Transfergerüchte mit den verschiedenen Vereinen der Stadt zu verbreiten. Dadurch versuchte er seine Marktwert anzuheben und die Vereine auf sich aufmerksam zu machen. Erst verhandelte Ürkmez mit Karşıyaka SK.
Da Ürkmez offiziell noch als Spieler von Beşiktaş geführt wurde, wurde er in der Saison 1959/60 ohne Einsatz mit seiner Mannschaft Türkischer Meister. Mit Beşiktaş nahm er nebenher an einem Sommertrainingscamps teil. Im Rahmen dieses Camps nahm die Mannschaft auch am nach-saisonalen Cemal-Gürsel-Pokal teil, einem nach dem damaligen türkischen Ministerpräsidenten Cemal Gürsel gewidmeten Pokal. Ürkmez absolvierte während dieses Turniers fünf Spiele für Beşiktaş.

### Altay Izmir
Im Sommer 1960 verließ Ürkmez schließlich Beşiktaş und wechselte zu Altay Izmir. Dabei zahlte Altay neben der Ablösesumme Ürkmez ein Gehalt über 100.000 Lira. Da Ürkmez aufgrund seines exzessiven Nachtlebens eine landesweit bekannte Persönlichkeit war, spekulierte der Verein auch auf steigende Zuschauerzahlen.
Bei seinem neuen Verein stieg er auf Anhieb zum Stammtorhüter auf und behielt dieses Stellung bis zu seinem Abschied im Sommer 1968. Während dieser acht Jahre erreichte er mit seiner Mannschaft zwei Mal den 4. Tabellenplatz der 1. Lig und wurde einmal Türkischer Pokalsieger. Auch empfahl sich Ürkmez durch seine guten Leistungen wieder für die türkische Nationalmannschaft.

### Galatasaray Istanbul
Im Sommer 1967 verließen beim türkischen Spitzenklub Galatasaray Istanbul mit Turgay Şeren, Bülent Gürbüz und Yervant Balcı alle drei Torhüter den Verein. Während Şeren seine Karriere beendete, wechselte der 36-jährige Gürbüz zum Zweitligisten Boluspor und Balcı zum Zweitligisten Samsunspor. Zur neuen Saison verpflichtete der Verein neben dem jugoslawischen Torhüter Tatomir Radunović, die beiden Jungtorhüter Yasin Özdenak und Faruk Özceylan. Der damalige Cheftrainer entschied sich als Stammtorhüter für den 19-jährigen Özdenak. Dieser absolvierte mit Abstand die meisten Pflichtspiele für seine Mannschaft. Im Sommer wurden Radunović und Özceylan an andere Vereine abgegeben und stattdessen Nihat Akbay und der Routinier Ürkmez verpflichtet. Zudem wurde mit Tomislav Kaloperović ein neuer Trainer eingestellt. Dieser ließ den Stammtorhüter der letzten Saison, Özdenak, auf der Bank sitzen und übergab dessen Position an Akbay. Als dessen Ersatz rückte Ürkmez vor, der im Saisonverlauf in sechs Partien Akbay vertrat.
Unter diesem Trainer gelang die erhoffte Meisterschaft, wodurch Ürkmez diesen Titel zum zweiten Mal gewinnen konnte. Zudem gewann die Mannschaft am Ende der Saison den Präsidenten-Pokal. In der neuen Saison erlebte die Mannschaft eine sehr unruhige Spielzeit, in der der Trainer und einige Spieler mehrere Kontroversen hatten. Ürkmez' Mannschaft beendete die Saison titellos; einziger Lichtblick war das Erreichen des Viertelfinals im Europapokal der Landesmeister 1969/70. Ürkmez absolvierte in dieser Spielzeit insgesamt sechs Spiele für seinen Verein.
Dezember 1969 geriet Varol mit dem Gesetz in Konflikt. Nach eigenen Aussagen lieh er den beiden ausländischen Hippies die mit ihrem VW Käfer des Jahrgangs '65 die Türkei bereisten 6.000 Lira. Als Pfand für diese Summe überließen ihm die Hippies ihren VW Käfer. Da zu dieser Zeit die Einfuhr ausländischer PKWs in die Türkei stark reglementiert war, schaltete sich das Finanzamt ein und verklagte Ürkmez wegen illegalen Autohandels und Steuerhinterziehung. So wurde er ins nächste Polizeirevier eingeladen und zwei Tage lang verhört. Nach diesen Entwicklungen wurde Ürkmez Anfang des nächsten Jahres festgenommen und musste die Zeit bis zum Tage seiner Verhandlung im Gefängnis verbringen. Während dieser Zeit stand der Abschied von Galatasaray fest, sodass mehrere Vereine Versuche unternahmen um Ürkmez zu verpflichten. Später kam er bis zum Tage seiner Verhandlung auf Bewährung frei.

### Manisaspor, Gençlerbirliği Ankara und Tekelspor
Weil in der letzten Saison die beiden jungen Torhüter Özdenak und Akbay nahezu vollständig alle Pflichtspiele unter sich aufgeteilt hatten und Ürkmez wegen seiner noch anstehenden Gerichtsverhandlung nicht mehr tragfähig gewesen war, legte Galatasaray dem 32-jährigen einen Wechsel nahe. So verbrachte er die Saison 1970/71 als Leihgabe beim Zweitligisten Manisaspor.
Im April 1971 wurde seine Gerichtsverhandlung ausgetragen. Ürkmez wurde zu einer Haftstrafe von 5 Jahren und zusätzlich einer Geldstrafe von 10.000 Lira verurteilt. Nach der Saison 1970/71 verließ er Galatasaray endgültig und wechselte mit Gençlerbirliği Ankara zu einem anderen Zweitligisten. Bei diesem Klub spielte Ürkmez nur eine halbe Saison und trat anschließend seine Freiheitsstrafe an.
Ab 1974 spielte Ürkmez für den Verein Tekelspor, der Betriebsmannschaft des staatlichen Spirituosenhersteller. Während einer Partie traf Ürkmez mit seiner Mannschaft auf İETT SK, jener Mannschaft die den späteren türkischen Ministerpräsidenten Recep Tayyip Erdoğan im Kader führte. In diesem Spiel erzielte Erdoğan gegen Ürkmez ein Tor. 1977 beendete er mit einem Abschiedsspiel bei dem Tekelspor auf Ürkmez' alten Klub Altay traf seine Karriere. Aufgrund der hohen Beliebtheit Ürkmez' erschienen zu dem Abschiedsspiel damalige Koryphäen des türkischen Fußballs wie Cemil Turan, Sanlı Sarıalioğlu, Yasin Özdenak, Gökmen Özdenak, Vedat Okyar und Ziya Şengül und trugen für Ürkmez das Trikot von Tekelspor. Nach diesem Abschied kehrte er allerdings zum Fußball zurück und spielte bis Anfang der 1980er Jahre für Tekelspor.

### Nationalmannschaft
Ürkmez begann seine Karriere bei den türkischen Nationalmannschaften 1954 mit einem Einsatz für die türkische U-18-Nationalmannschaft. Im Rahmen des UEFA-Juniorenturniers 1954 wurde Ürkmez in das Turnieraufgebot der türkischen U-18-Auswahl nominiert und absolvierte nahezu alle Turnierspiele seines Teams. In der Gruppenphase des in Deutschland ausgetragenen Turniers, setzt sich türkische Auswahl souverän gegen Belgien, Österreich, Schweiz und Luxemburg als Tabellenerster durch und erreichte das Halbfinale. Im Halbfinale traf die Mannschaft auf den Gastgeber Deutschland. Gegen das Team um Torjäger Uwe Seeler unterlag Ürkmez' Team nach einer umkämpften Partie mit 1:2 und musste im Spiel um Platz 3 gegen Argentinien antreten. Dieses Spiel verlor die Mannschaft mit 0:1 und beendete das Turnier als Vierter.
In der A-Nationalmannschaft hatte er nahezu immer gegen die beiden anderen Nationaltorhüter Şükrü Ersoy und Turgay Şeren das Nachsehen und befand sich meistens als dritter Torhüter im Aufgebot. Lediglich im Testspiel vom 18. Dezember 1958 gegen die Tschechoslowakische Nationalmannschaft fiel der unumstrittene Şeren verletzungsbedingt aus. So stellte der türkische Nationaltrainer Leandro Remondini, der auch bei Ürkmez' damaligem Verein Beşiktaş Istanbul als Cheftrainer betreute, Ürkmez gegen Tschechoslowakei auf. Nach diesem A-Länderspieldebüt fiel Ürkmez verletzungsbedingt lange Zeit aus und erlebte auch bei seinem Klub eine unruhige Zeit.
Nachdem er bei seinem neuen Klub Altay Izmir wieder langsam zu alter Stärke zurückgefunden hatte, spielte er mit der zweiten Auswahl der türkischen Nationalmannschaft, der Türkische B-Nationalmannschaft, gegen die zweite Auswahl Bulgariens. 1964 und 1965 spielte er dann wieder für die A-Nationalmannschaft.
Sein letztes Länderspiel machte er am 9. Oktober 1965 gegen die Tschechoslowakische Nationalmannschaft.

## Schauspielkarriere
Durch sein Nachtleben, seine hohe Popularität und seine Präsenz in der Boulevardpresse lernte Ürkmez viele Filmschaffende kennen. Diese boten mit der Zeit Ürkmez Hauptrollen in ihren Filmen an. So nahm Ürkmez 1963 das Filmangebot von Sırrı Gültekin an und spielte in dessen Film Kavgasız Yaşayalım die Hauptrolle. Bis zum Sommer 1975 spielte er in vier weiteren Kinoproduktionen mit und arbeitete während dieser Zeit mit den damals sehr populären Filmstars Münir Özkul, Ali Şen, Sami Hazinses, Sevda Ferdağ, Ahmet Mekin, Kenan Pars, Selma Güneri, Tanju Okan, Öztürk Serengil, Güzin Özipek, Meral Orhonsay, Tamer Yiğit und Selçuk Ural.

## Trivia
- Ürkmez beschäftigte mit seinen Liebschaften über mehrere Jahre die Boulevardpresse. Er hatte u. a. Beziehungen zu Fatma Girik und Suzan Avcı. Nach eigenen Aussagen war er sechs Mal verheiratet und 52 Mal verlobt.[3] Da Ürkmez zu den schillerndsten Persönlichkeiten der Boulevardpresse gehörte, boten ihm viele Frauen und Filmsternchen die Verlobung an, um dann später über Ürkmez' hohen Bekanntheitsgrad ihre eigene Popularität zu steigern. Da Ürkmez meistens keine Ausgaben entstanden und er sich kostenlos amüsieren konnte, willigte er nach eigenen Aussagen den Anträgen zu.
- Ürkmez war während seiner Spielerzeit wegen seiner zahlreichen Affären, seines üppigen Nachtlebens und seiner Spielsucht eine beliebte Figur der Boulevardpresse. Er selbst sagte, dass die Presseleute ihn persönlich zu Nachtlokalen etc. einluden, um dann später über ihn berichten zu können. Da Ürkmez die Rechnung nicht übernehmen musste, nahm er die Einladungen bereitwillig an und kümmerte sich nicht um sein Ansehen. Ferner war er nach eigenen Aussagen auch bei den Nachtlokalbesitzern immer willkommen und konnte sich aufs Haus amüsieren.
- Aufgrund seiner hohen Popularität und seines Nachtlebens freundete er sich über die Jahre mit vielen Prominenten an. Unter seinen engsten Freunden gehörten Adnan Şenses, Öztürk Serengil, Tanju Okan.[3] Alles Persönlichkeiten, die wie Ürkmez wegen ihres ausschweifenden Lebensstils berüchtigt waren. Mit diesen und weiteren Schauspielern wurden ihm durchzechten Nächte nachgesagt.

## Erfolge
Beşiktaş Istanbul
- Türkischer Meister: 1959/60 (Ohne Einsatz)
- Verbandspokalsieger: 1956/57, 1957/58

Altay Izmir
- Tabellenvierter der Süper Lig: 1961/62, 1962/63
- Türkischer Pokalsieger: 1966/67

Galatasaray Istanbul
- Türkischer Meister: 1968/69
- Präsidenten-Pokalsieger: 1968/69
- TSYD-Istanbul-Pokalsieger: 1967/68
- Viertelfinalist im Europapokal der Landesmeister: 1962/63, 1969/70

U-18-Nationalmannschaft
- Vierter beim UEFA-Juniorenturnier: 1954